# Plan du métro de Londres
Le plan du métro de Londres (en anglais : Tube map (signifiant « plan du tube ») est le nom communément utilisé pour désigner le diagramme schématique qui représente les lignes, stations, et les zones du métro de Londres, appelé London Underground, ou Tube.
Il s'agit d'un plan schématique plutôt qu'une carte, sans représentation géographique mais plutôt des relations ; cela aboutit à une distorsion importante de la position réelle des tracés des lignes et de la position des stations, mais correspond à l’ordre exact des stations et les correspondances avec les diverses autres lignes du réseau, ainsi que la répartition selon les zones. Les concepts de base, particulièrement celui qui consiste en une représentation topologique plutôt que géographique, ont été largement repris pour des plans de lignes un peu partout dans le monde. L'exemple du plan du métro de Londres est souvent cité dans les introductions à la topologie car il permet de comprendre intuitivement les spécificités de cette discipline.

## Développement

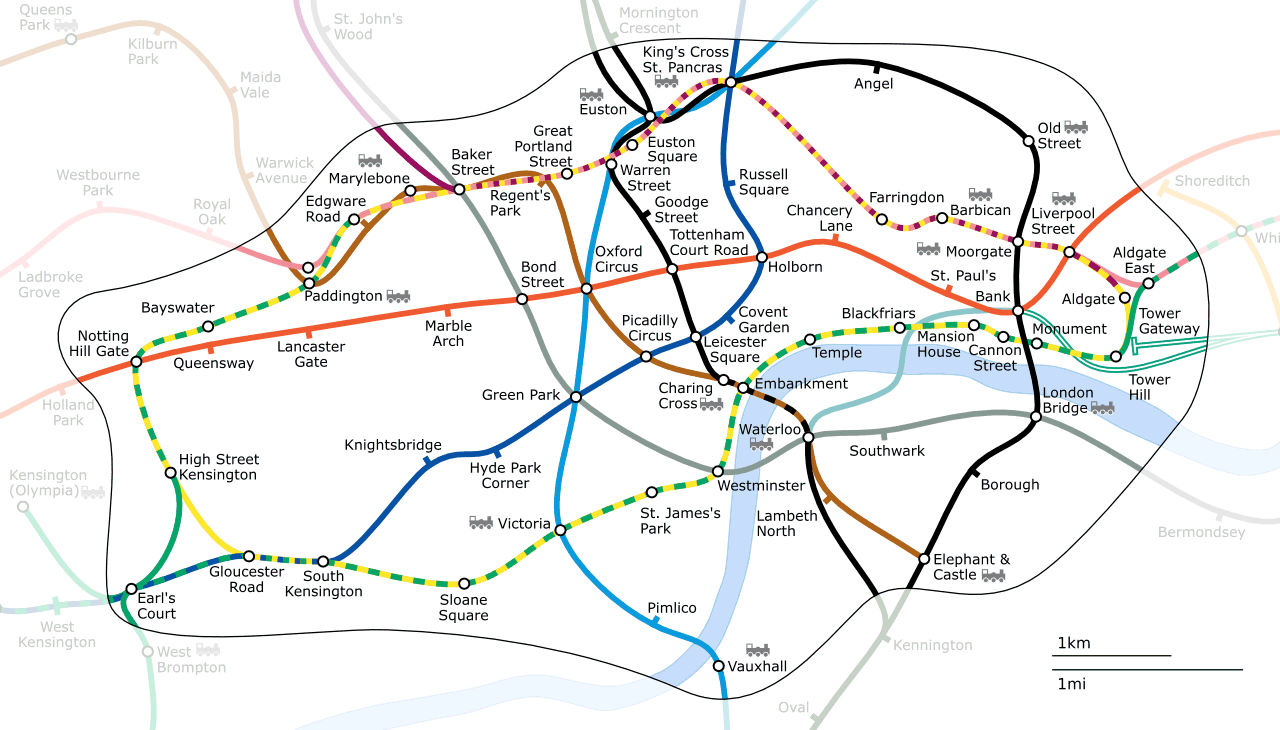
Comment la zone 1 du plan de métro serait représentée avec la position géographiquement exacte des lignes.

Le plan original est conçu en 1931 par un employé de London Transport, Harry Beck. Celui-ci réalise que, comme le métro est essentiellement souterrain, le plan avec les situations réelles des stations n'est pas pertinent pour le voyageur qui voulait aller d'une station à une autre ; seule la configuration du réseau est importante. L'approche est proche de celle des schémas électriques. Bien que ceux-ci n'inspirent pas Beck pour sa carte topologique, ses collègues révèlent la similarité et il produit un plan humoristique où les stations sont remplacées par des symboles électriques et les noms par des termes s'en rapprochant : "bakélite" pour "Bakerloo" notamment. En fait, Beck base son diagramme sur ceux des réseaux d’égouts.
À cet effet, Beck dessine un plan extrêmement simplifié, comprenant seulement les stations avec leur nom, et des segments de droites les reliant ; même la Tamise coule verticalement, horizontalement ou à 45 degrés.
Au début, London Transport est sceptique vis-à-vis de cette proposition, non commandée, réalisée sur son temps libre ; elle est présentée au public de manière expérimentale dans une petite brochure, et aussitôt devenue populaire. Le plan est aujourd'hui utilisé à travers tout le métro de Londres, aussi bien affiché en grands formats qu’en plans de poche.

## Aujourd'hui
Le dessin est aujourd'hui tellement connu qu'il permet immédiatement d'identifier le métro de Londres ; il est représenté sur des T-shirts, des cartes postales, et d'autres souvenirs.
À la Tate Modern se trouve l'œuvre nommée The Great Bear  de Simon Patterson, une subtile parodie du travail original de Harry Beck, dans lequel les noms de station sont remplacés par ceux de personnages historiques célèbres. The Tate Gallery by Tube (1986)  de David Booth est une affiche publicitaire pour le métro de Londres, qui représente les lignes de métro sous forme de peinture sortant de tubes sur lesquels on a appuyé, formant le plan du réseau.
Plusieurs changements sont apportés au concept au fil des années. En particulier, le problème de la représentation des stations en correspondance avec le réseau de surface n’est jamais résolu à la satisfaction de Beck. De même les couleurs utilisées pour les lignes ou les compagnies changent au cours des années. Le plan est ôté de ses mains vers la fin de sa carrière.
Cependant, les dernières évolutions intègrent habilement les évolutions du réseau, comme le prolongement de la Jubilee line, tout en restant dans les principes d’origine de Beck. Une copie du plan original de Beck est affichée sur le quai en direction de Morden de la Northern line à sa station, Finchley Central.
Beaucoup d'autres réseaux de transport utilisent des plans schématiques pour représenter leurs lignes, les plans sont indubitablement inspirés de celui de Beck. L’opérateur de bus First Group utilise un système de couleurs pour ses lignes de bus.

## Aspects techniques
Les concepteurs du Tube Map ont abordé une grande variété de problèmes tout en représentant des informations utiles aussi clairement que possible, à travers les années. Ils ont parfois adopté des solutions différentes.

### Couleurs des lignes
Le tableau ci-dessous montre l'évolution des couleurs utilisées depuis le premier plan de Beck. En fait, certaines couleurs ont été utilisées pour une même ligne depuis le début. Les premiers plans étaient limités par le nombre de couleurs distinctes disponibles à l’impression. C’est moins  un problème aujourd’hui et le plan a fait face à l’ajout de nouvelles lignes sans grande difficulté.
Chaque couleur de ligne peut être adaptée pour indiquer un service limité, sous forme de ligne hachée (intervalles de couleur, séparés de blancs entourés de la couleur). Cela ne fonctionne pas très bien avec les lignes de Network Rail, qui sont blanches avec seulement un entourage noir. Les lignes en construction sont représentées en pointillé, souvent accompagnées d’un texte pour éviter la confusion avec les lignes ouvertes en service limité.
| Ligne                                                       | Couleur actuelle               | Histoire |
| ----------------------------------------------------------- | ------------------------------ | --- |
| Bakerloo                                                    | Brun                           | |
| Central                                                     | Rouge                          | |
| Circle                                                      | Jaune                          | À l'origine représentée comme une partie des Metropolitan Line et District Line, dessinée en vert (entourée de noir) à partir de 1948 et en jaune (entourée de noir) de 1951 à 1987 |
| District                                                    | Vert                           | |
| East London                                                 | Orange                         | À l'origine représentée en blanc (entourée de rouge), puis comme une partie de la Metropolitan Line (vert, puis violet) jusqu'à 1970, puis vert (entourée de violet) jusqu'à 1990   |
| Hammersmith & City                                          | Rose                           | Représentée comme faisant partie de la Metropolitan Line jusqu'en 1990 |
| Jubilee                                                     | Gris argenté                   | À l'origine, la ligne faisait partie de la Bakerloo et était dessinée en marron |
| Metropolitan                                                | Violet                         | Dans les années 1930 et 1940, les plans montraient les District Line et Metropolitan Line combinées, en vert                                                                        |
| Northern                                                    | Noir                           | |
| Northern City                                               | Aujourd'hui Network Rail       | À l'origine représentée en blanc (entourée de violet), puis en noir en tant que Northern Line, puis en blanc (entourée de noir) depuis 1970                                         |
| Piccadilly                                                  | Bleu foncé                     | |
| Victoria                                                    | Bleu clair                     | |
| Waterloo & City                                             | Cyan                           | British Rail jusqu'en 1994 et donc représentée en blanc (entourée de noir) |
| Docklands Light Railway                                     | Blanc (entourée de vert foncé) | Au départ en blanc (entouré de bleu foncé) jusqu'en 1994 |
| Network Rail (Certaines lignes seulement - voir ci-dessous) | Blanc (entouré de noir)        | Orange à partir de 1985 et blanc (entourée en orange) de 1987 à 1990 |

### Stations
Le plus important développement fait par Beck sur son « Tube Map » était l’usage de la « tick mark » (un tiret) pour indiquer les stations. Cela permet de placer les stations plus proches les unes de autres tout en gardant la clarté du plan, parce que le tiret ne pointe que d’un côté de la ligne vers le bon nom de station (idéalement placé au centre, bien que la disposition des lignes ne le permette pas toujours).
De plus, depuis le début, les stations de correspondances ont reçu un symbole particulier pour montrer leur importance, même si la forme a changé au cours des années. De plus, depuis 1960, des symboles ont été utilisés pour identifier les stations offrant de bonnes correspondances avec le réseau de grandes lignes (aujourd’hui propriété de Network Rail). Les formes suivantes ont été utilisées :
- cercle vide (un pour chaque ligne ou station lorsque c’est possible) – représentation standard
- cercle vide (un pour chaque station) - plan expérimental de 1938
- diamant vide (un pour chaque ligne) - plans du début des années 1930
- carré vide - station de correspondance avec les grandes lignes sur les plans de 1960 à 1964
- cercle avec un point à l'intérieur - station de correspondance avec les grandes lignes sur les plans de 1964 à 1970

Depuis 1970, le plan a utilisé le logo de British Rail récemment inventé, avec les doubles flèches, imprimé à côté du nom de la station, pour indiquer les correspondances grandes lignes. Là où la station grandes lignes a un nom différent de celui de la station de métro, celui-ci est écrit (depuis 1977) dans un cadre.
Certaines correspondances sont plus pratiques que d’autres et les concepteurs du plan ont continuellement adapté la présentation du plan pour essayer d’indiquer où les correspondances sont plus compliquées, par exemple en écartant les cercles et en les liant avec des traits noirs fins. Malgré tout, le besoin de simplicité l’emporte parfois sur ce but. La correspondance entre la Bakerloo Line et la Northern Line à Charing Cross n’est par exemple pas très pratique, il vaut mieux changer à Embankment. En fait le besoin de simplifier le plan dans la zone centrale de Londres implique de représenter une correspondance qui semble la plus facile à Charing Cross.

### Lignes et services
Le Tube Map vise à rendre le réseau, compliqué avec de nombreux services, facile à comprendre. Mais il y a des fois où il serait utile d’avoir plus d’information sur les services exploités sur chaque ligne. 
La District Line est l'exemple classique ; elle est représentée comme une seule ligne sur le plan, mais comprend à la fois l’itinéraire principal entre Upminster et Ealing / Richmond / Wimbledon, le service entre Edgware Road et Wimbledon, et la navette entre High Street Kensington et Olympia. Le plan n’a presque jamais, au long de son histoire, distingué ces services, qui peuvent être source de désagréments pour un usager peu habitué. Des plans récents ont essayé de régler ce problème en séparant les différents services à Earl's Court.
Les services limités ont parfois été représentés par des lignes hachées (voir ci-dessus), avec quelques complications ajoutées au plan pour montrer les services d’heures de pointes dans les branches, telles que celle de Chesham sur la Metropolitan Line.

### Lignes autres que le métro
Le plan du Tube a été conçu pour aider les gens à se déplacer dans le métro ; mais la question s'est posée de savoir s'il devait jouer un rôle plus large, c’est-à-dire aider les gens à se déplacer dans Londres. Ainsi, la question est devenue : "quelles lignes faire figurer sur le plan, en particulier celles desservant la partie centrale de la région londonienne. London Underground a beaucoup résisté, et il existe un plan particulier avec les lignes ferroviaires en correspondance, en complément au plan du métro ; au fur et à mesure, certaines lignes hors-métro sont apparues sur le plan du métro.
- North London Line - cette ligne, exploitée de Richmond à North Woolwich (à l'origine jusqu'à Broad Street) est une ligne radiale qui offre des correspondances pratiques pour éviter de passer par le centre de Londres. Pourtant, les fréquences sont beaucoup plus faibles que sur le métro, et beaucoup de stations ne sont pas connectées directement au métro ou aux gares de grandes lignes.
- Northern City Line - cette ligne faisait à l'origine partie du métro, mais a été transférée à British Rail en 1976 pour le service suburbain qui desservait Kings Cross.
- Thameslink - cette ligne a été rouverte en 1988. Elle permet de décharger la Northern Line avec des correspondances grandes lignes à Kings Cross St Pancras et London Bridge.
- Waterloo & City line - l'exception, car c'était la seule ligne de type Tube pas exploitée par London Underground mais par une compagnie de grandes lignes ; cette ligne apparaissait sur presque tous les plans de métro (sauf les premiers exemplaires de Beck). En 1994, elle a été reprise par London Underground et a pris sa couleur actuelle (voir ci-dessus).
- Docklands Light Railway - le système de train automatique léger des Docklands, le quartier des Docks de Londres.

Actuellement, les seules lignes autres que celles du métro qui sont représentées sont le Docklands Light Railway et la North London Line.

### Livres
- (en) Ken Garland, M. Beck's Underground Map (Capital Transport, 1994):  (ISBN 1-85414-168-6)
- (en) Mark Ovenden, Metro Maps Of The World (Capital Transport, 2005):  (ISBN 1-85414-288-7)
- (en) Maxwell Roberts, Underground Maps After Beck (Capital Transport, 2005):  (ISBN 1-85414-286-0)
- (en) Andrew Dow, Telling the Passenger where to get off (Capital Transport, 2005):  (ISBN 1-85414-291-7)